# محطة ليبروز للطاقة الشمسية
محطة ليبروز للطاقة الشمسية (بالإنجليزية:Lieberose Photovoltaic Park ) هي محطة تستغل تأثير ضوء جهدي لتحويل الطاقة الشمسية إلى تيار كهربائي مباشرة وهي موجودة بألمانيا . تبلغ قدرة المحطة 53 ميجاواط ، وتعتبر ثاني محطة في العالم من حيث الكبر بعد محطة أوميديلا للطاقة الشمسية الأسبانية (60 ميجاواط) . و تستخدم محطة ليبروز 700.000 وتمد 15000 منزل بالتيار الكهربائي ولا تنتج غازات ضارة بالبيئة . بنيت المحطة عام 2009 و تكلفت 238 مليون دولار أمريكي .

## أكبر محطات للطاقة الشمسية في العالم

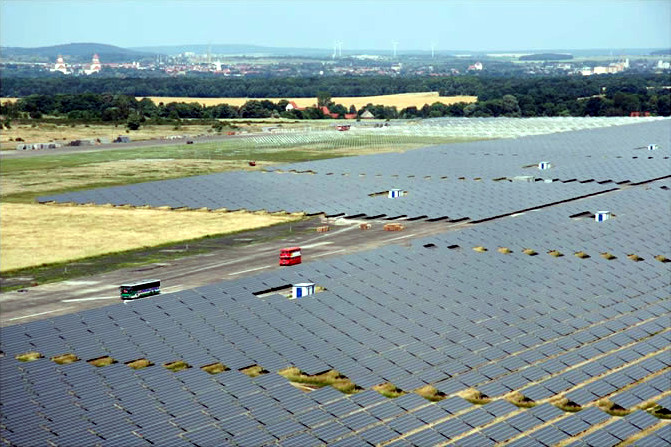
محطة فالدبولينز ألمانيا.
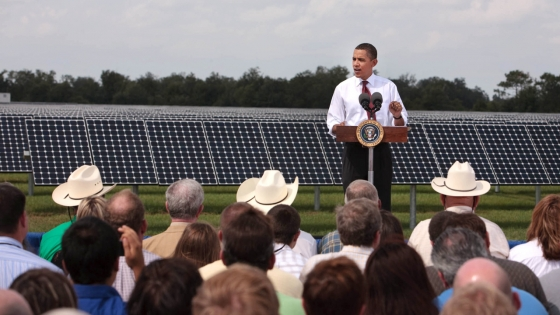
الرئيس الأمريكي باراك أوباما يزور محطة ديسوتو نكست جنيريشن .
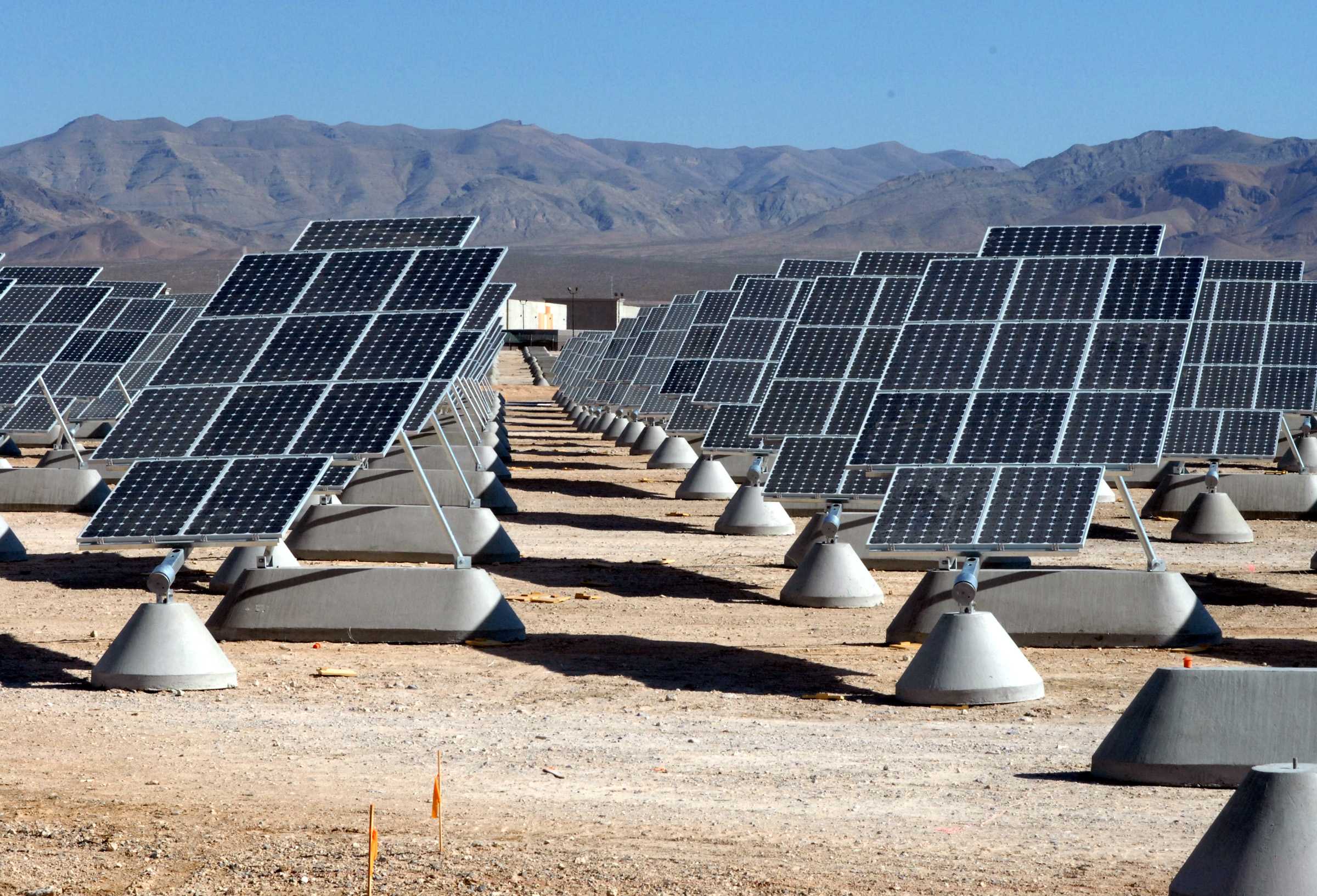
محطة نيليس للطاقة الشمسية.
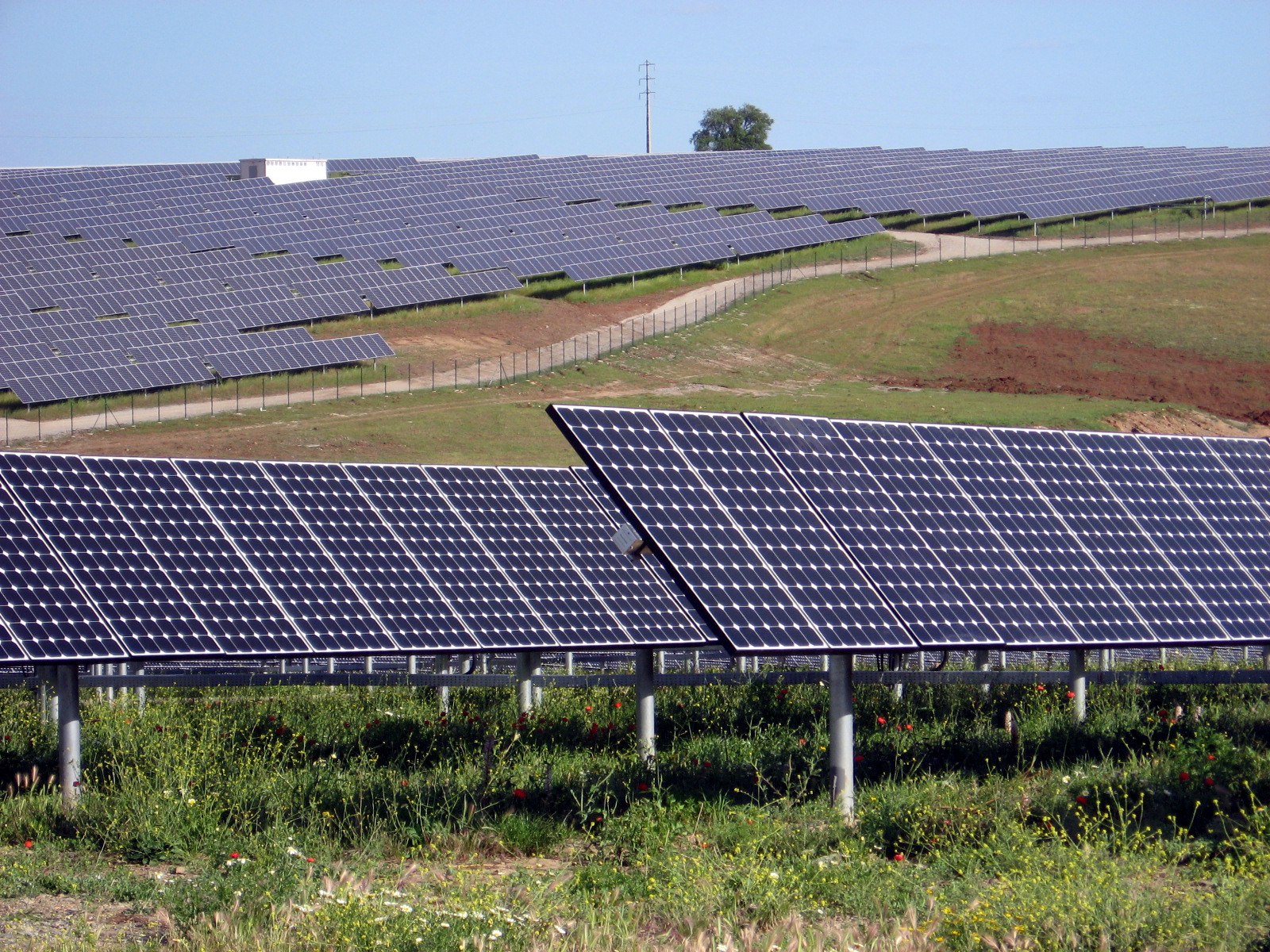
محطة سيربا للطاقة الشمسية

## اقرأ أيضا
- خلية شمسية
- خلية ضوئية جهدية متعددة الوصلات
- ظاهرة كهروضوئية
- لوح ضوئي
- مصفوف ضوئي جهدي
- تأثير ضوء جهدي
- خلية ضوئية جهدية
- محطات طاقة شمسية جهدية
- محطة فالدبولينتز للطاقة الشمسية
- محطة أوميديلا للطاقة الشمسية